# Ristjärnen (Trankils socken, Värmland)
Ristjärnen är en sjö i Årjängs kommun i Värmland och ingår i Göta älvs huvudavrinningsområde.